# 험티 덤티

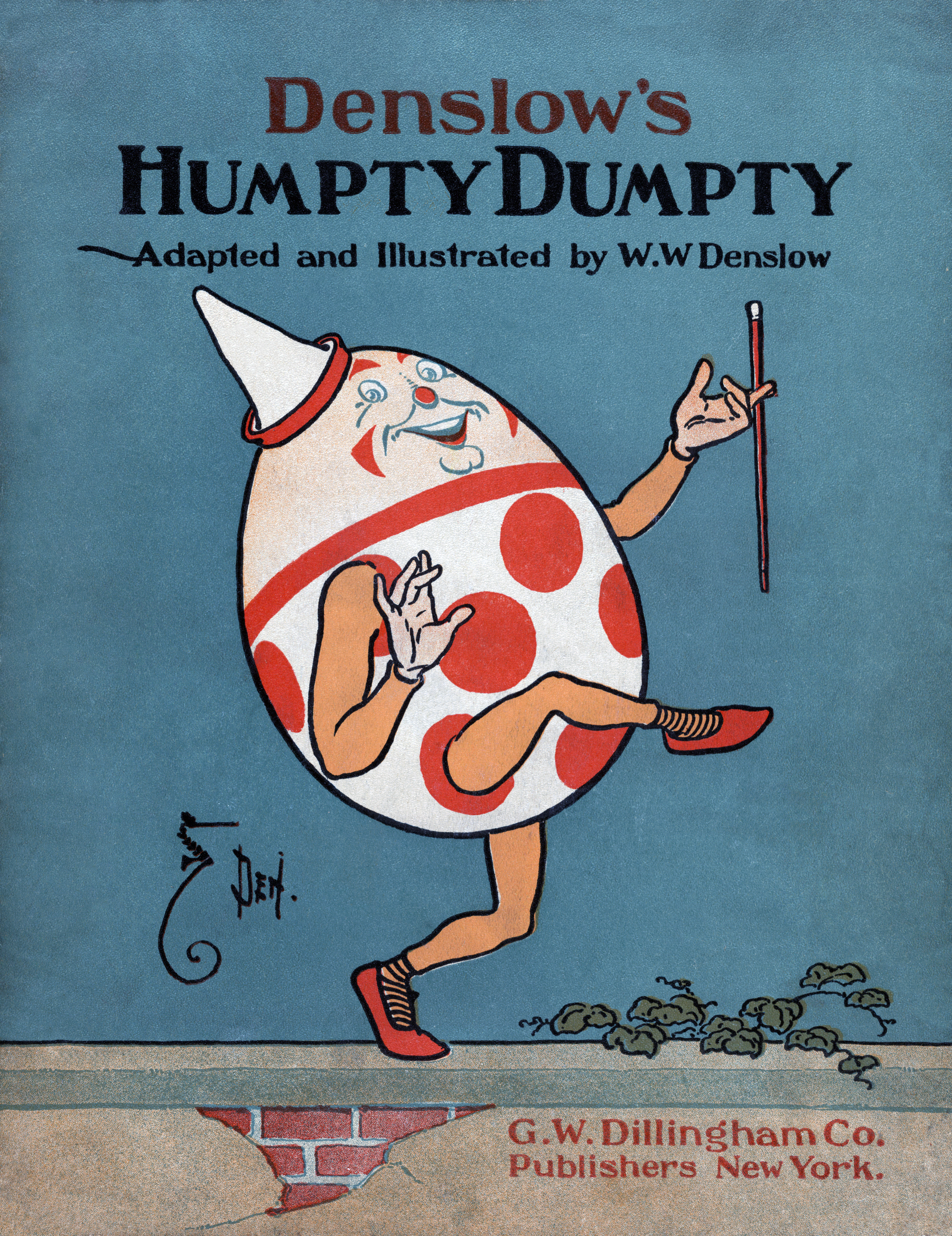

험티 덤티(Humpty Dumpty)는 영어 동요에 등장하는 인물로, 원래는 수수께끼였으며 영어권 세계에서 가장 잘 알려진 인물 중 하나일 것으로 추정한다. 그는 일반적으로 의인화된 알로 묘사되지만, 명시적으로 그렇게 묘사되지는 않는다. 이 운율의 최초 녹음 버전은 18세기 후반 영국에서 만들어졌고, 이 곡은 1870년 제임스 윌리엄 엘리엇의 "National Nursery Rhymes and Nursery Songs"에 수록되어 있다. 그 기원은 불분명하며, 원래의 의미를 제시하기 위해 여러 이론이 발전했다.
험티 덤티는 판토마임 뮤지컬 험티 덤티(Humpty Dumpty)에서 배우 조지 L. 폭스(George L. Fox)에 의해 미국 브로드웨이에서 대중화되었다. 이 쇼는 1868년부터 1869년까지 총 483회 공연되었다. 캐릭터이자 문학적 암시로서 험티 덤티는 많은 문학 작품과 대중 문화 작품, 특히 영국 작가 루이스 캐럴의 1871년 책 거울 나라의 앨리스에서 등장하거나 언급되었다. 이 운율은 로드 포크 송 인덱스(Roud Folk Song Index)에 13026번으로 등재되어 있다.

## 가사 및 멜로디
Humpty Dumpty sat on a wall.

Humpty Dumpty had a great fall.

All the king's horses and all the king's men

Couldn't put Humpty together again.